# The Album Leaf

The Album Leaf ist ein Musikprojekt des früheren Tristeza-Gitarristen Jimmy LaValle, der auch Mitglied von The Black Heart Procession war. Auf den bisher elf eingespielten Studioalben wurden verschiedene Musikstile wie etwa Jazz und Post-Rock mit elektronischen Klängen vermischt.

## Bandgeschichte
Das nach einer Komposition von Frédéric Chopin benannte Projekt The Album Leaf (deutsch: „Albumblatt“) wurde 1998 von Jimmy LaValle gegründet, der neben seiner damaligen Hauptband Tristeza auch noch bei The Locust, GoGoGo Airheart und Black Heart Procession war. 1999 erschien sein Debütalbum An Orchestrated Rise to Fall. Es erschienen mehrere Werke seines experimentellen Projekts. Ab 2004 stand The Album Leaf bei Sub Pop unter Vertrag. Nach einer Tour mit Sigur Rós beteiligte er sich später als Musiker an ihren Liveshows und wurde nach Mosfellsbær in Island eingeladen. Dort entstand das Album In a Safe Place, das wesentlich mehr elektronische Elemente enthielt. Beteiligt am Album waren Jon Thor Birgisson von Sigur Rós und Pal Jenkins (Black Heart Procession). Auch das folgende Album Into the Blue Again wurde in Island aufgenommen. Beim folgenden Album A Chorus of Storytellers verwendete LaValle erstmals eine Liveband, die ihm half, das Album einzuspielen, anstatt wechselnde Gäste, die ihn bei einzelnen Tracks unterstützten. Am Album beteiligten sich die beiden Gitarristen Matthew Resovich und Drew Andrews, Schlagzeuger Timothy Reece und Bassist Luis Hermosillo. Mit The Album Leaf trat LaValle beim japanischen Metamorphose Festival, in der Hollywood Bowl zusammen mit The Incredible String Band auf. Außerdem hatte er einen Auftritt beim Seattle International Film Festival, wo The Album Leaf zur musikalischen Untermalung des Stummfilms Sonnenaufgang – Lied von zwei Menschen (1927) von Friedrich Wilhelm Murnau beitrug.

## Musikstil
The Album Leaf spielt vor allem langsamen, experimentellen Post-Rock und Ambient, der von einer ganzen Reihe unterschiedlicher Stile beeinflusst wird. So erinnern erste Alben an Brian Eno und dessen Klangteppiche und Traumlandschaften. Musikalisch beinhalten die ersten Alben dezente Drum & Bass-Elemente und sind rein instrumental gehalten. Mit der Zusammenarbeit zwischen LaValle und Sigur Rós kamen neue Elemente in die Musik, unter anderem wechselnder Gesang, minimalistische elektronische Musik und instrumentalen Neo-Rock. Die späteren Alben erinnern durch ihren poppigen Klang sowohl an Sigur Rós als auch an Portishead und The Notwist. Auch Elemente Klassischer Musik finden sich auf späteren Alben. So ist auf A Chorus of Storytellers Teile eines Symphonieorchesters und ein Blasorchester zu hören.

## Diskografie

### Alben
- 1999: An Orchestrated Rise to Fall (CD / LP)
- 2001: One Day I’ll Be On Time (CD / LP)
- 2004: In a Safe Place (CD / LP)
- 2006: Into the Blue Again (CD / LP)
- 2010: A Chorus of Storytellers (CD / LP)
- 2013: Perils from the Sea, mit Sun Kil Moon (CD / LP)
- 2016: Between Waves (CD / LP)
- 2016: One Day XX, Neueinspielung des Albums One Day I’ll Be On Time (digital)
- 2022: Past and Future Tense, Compilation der EPs A Lifetime or More!, In An Off White Room, Red Tour + 5 unveröffentlichte Songs (LP)
- 2023: Future Falling (digital / LP)
- 2025: Rotations (digital / LP)

### Singles und EPs
- 2001: In An Off White Room (CD / 10’’-EP)
- 2002: A Lifetime or More!, Split-EP mit On!Air!Library! (CD)
- 2002: Collaboration Series No. 1, mit The Bright Eyes (Split-7’’-Single / CD)
- 2003: Seal Beach (CD / 12’’-EP)
- 2004: The Outer Banks (12’’-EP)
- 2003: Collaboration Series No. 2, mit Her Space Holiday (Split-7’’-Single)
- 2005: Red Tour (CD)
- 2007: Green Tour (CD)
- 2010: Falling from the Sun (CD)
- 2010: There Is a Wind (12’’-EP)
- 2012: Forward/Return (CD / 12’’-EP)
- 2014: Never Held A Baby, mit Peter Broderick (digital)
- 2020: Oneonta (digital)
- 2020: Say So, mit Katie Munshaw (digital)
- 2022: You Are, mit SARO (digital)
- 2024: Future Falling: The Remixes (digital)
- 2024: Blast: A one-off improvisational Performance, recorded live on air (digital)
- 2015: Lines in a Leaf, Sechs Lo-Fi-Instumentals aus dem Jahr 1998 (digital / 12’’-EP)

### Soundtracks
- 2012: Torey’s Distraction (digital / LP)
- 2013: Adrift (digital)
- 2015: Before You Know It (digital)
- 2015: Spring (digital)
- 2018: The Endless (digital / LP)
- 2020: OST (digital / LP)
- 2020: Artist and Mother (digital)
- 2020: 3022 (digital)
- 2020: Synchronic (digital / LP)
- 2024: A Town Called Victoria (digital)
- 2024: Things Will Be Different (digital)